# Tribulation
Tribulation (с англ. — «Скорбь») — шведская готик-метал-группа, основанная в 2005 году. После выхода первых двух альбомов группа сменила свой стиль звучания, перейдя при этом на лейбл Century Media Records.
В 2001—2004 гг. группа была известна под названием Hazard (с англ. — «Опасность»).

## Характеристики
Стиль
Первые два альбома называют скоростным дэт-металом, украшенным лирикой на тему ужасов. На третьем альбоме Children of the Night (2015) группа отказалась от дэт-металлического подхода в пользу более оккультного, готического, психоделического и традиционного хеви-метала.
Лирика
Основные темы: Ужас, Смерть. На пятом студийном альбоме Where the Gloom Becomes Sound (2021) группа сосредоточилась на темах мифов и магии.
Дизайн обложек
Картину для обложки альбома Down Below (2018) написал бывший гитарист группы Jonathan Hultén.

## Наследие
Награды и номинации
В 2019 году альбом Down Below (2018) победил в категории «Hard Rock/Metal of the Year» музыкальной премии Грэммис. А в 2022 году альбом Where the Gloom Becomes Sound (2021) был удостоен аналогичной награды.
Достижения
| Альбом (год)                         | Публикация    | Страна | Награда                                 | Ранг | Прим.  |
| ------------------------------------ | ------------- | ------ | --------------------------------------- | ---- | ------ |
| Where the Gloom Becomes Sound (2021) | Decibel       | США    | «Top 40 Albums of 2021»                 | 3    | [ 4 ]  |
| Down Below (2018)                    | Decibel       | США    | «Top 40 Albums of 2018»                 | 2    | [ 5 ]  |
| Down Below (2018)                    | Gaffa         | Швеция | «Best Albums of 2018»                   | 8    | [ 6 ]  |
| Down Below (2018)                    | BrooklynVegan | США    | «Top 50 Albums of 2018»                 | 12   | [ 7 ]  |
| Down Below (2018)                    | Loudwire      | США    | «Top 30 Metal Albums of 2018»           | 9    | [ 8 ]  |
| Down Below (2018)                    | PopMatters    | США    | «Top 20 Metal Albums of 2018»           | 14   | [ 9 ]  |
| Down Below (2018)                    | Consequence   | США    | «Top 25 Hard Rock/Metal Albums of 2018» | 15   | [ 10 ] |
| The Children of the Night (2015)     | Decibel       | США    | «Top 40 Albums of 2015»                 | 2    | [ 11 ] |

## Состав
Текущий состав
- Johannes Andersson — бас, вокал (2005–настоящее время)
- Adam Zaars — гитары (2005–настоящее время)
- Oscar Leander — ударные (2017–настоящее время)
- Joseph Tholl — гитары (2020–настоящее время)

Бывшие участники
- Jonathan Hultén — гитары (2005–2020)
- Jakob Johansson — ударные (2005–2012)
- Olof Wikstrand — бас, вокал (2005)
- Jimmie Frödin — ударные (2005)
- Jakob Ljungberg — ударные (2012–2017)

## Дискография
Альбомы
- The Horror (2009)
- The Formulas of Death (2013)
- The Children of the Night (2015)
- Down Below (2018)
- Where the Gloom Becomes Sound (2021)
- Sub Rosa In Æternum  (2024)

Мини-альбомы
- Putrid Rebirth (2006)
- Waiting for the Death Blow (2015)
- Melancholia (2016)
- Lady Death (2017)
- Nightbound (2018)
- Hamartia (2023)

Концертный альбом
- Alive & Dead at Södra Teatern (2019)